# 塩谷育代
塩谷 育代（しおたに いくよ、1962年5月28日 - ）は、愛知県名古屋市出身の日本の女子プロゴルファー。ゴルフ解説者。所属は伊藤園。日本女子プロゴルフ協会コースセッティング担当。2018年～2023年愛知県教育委員会教育委員。2022年～公益財団法人愛知・名古屋アジア競技大会組織委員会理事。大府グリーンゴルフ『塩谷育代ゴルフスクール』。

## 来歴
中学生時代は陸上競技部で走り幅跳びをしていた。樋口久子が陸上競技出身でプロゴルファーになったことを知り、名古屋市立桜台高等学校卒業後に練習場に入り、18歳でゴルフを始める。
1982年に日本女子プロゴルフ協会（LPGA）にプロテストに合格、翌1983年LPGA入会の43期生となる。
LPGAツアー参戦3年目の1985年に年間獲得賞金ランキング（賞金ランク）46位で自身初のシード入り。また同年頃より東海大学の田中誠一教授の指導のもと、女子プロゴルファーの中ではいち早く科学的トレーニングを取り入れた。
1989年から伊藤園所属、同年「ヤクルトミルミルレディーストーナメント」でLPGAツアー初優勝。
1990年「東都自動車レディースプロゴルフトーナメント」、「伊藤園レディスゴルフトーナメント」の2勝。
1991年「富士通レディース」、「ミズノオープンレディスゴルフトーナメント」の2勝。
1992年は「再春館レディース」の1勝のみであったが、賞金ランク1位となり、自身初の賞金女王となる。
1993年は優勝がなく賞金ランク21位、この年の12月に結婚した。
1994年に「再春館レディース」、「健勝苑レディス・道後」、「カトキチクイーンズカップトーナメント」と3勝をあげ賞金ランク2位と復調。
1995年には「三越カップレディスオープン」、「那須小川レディスプロゴルフトーナメント」、「中京テレビ・ブリヂストンレディスオープン」優勝の後、「日本女子オープンゴルフ選手権競技」に優勝しLPGAツアー公式戦初勝利。さらに最終戦となる公式戦「JLPGA明治乳業カップ年度最優秀女子プロ決定戦」で公式戦2勝目をあげ、自身最多の年間5勝、自身2度目の賞金女王となる。
1996年は「日本女子プロゴルフ選手権大会」で公式戦3勝目をあげた後、「TaKaRa WORLD INVITATIONAL」も優勝し2勝。
1997年「We Love KOBE サントリーレディスオープンゴルフトーナメント」優勝。
2001年「ヴァーナルレディース」で[[那須美根子]]とのプレーオフを制して、自身4年ぶりの優勝を果たす。
2002年「ゴルフ5レディスプロゴルフトーナメント」優勝。
2003年「フジサンケイレディスクラシック」で初日から首位を譲らない完全優勝を果たす、これによりLPGAツアー史上9人目（当時）の通算20勝を達成した。
2010年からLPGAツアー参戦の傍ら断続的にレジェンズツアーにも参戦。
2011年を最後にLPGAツアーからは撤退、2012年レジェンズツアー「ふくやカップマダムオープン」で同ツアー初優勝。
LPGAツアーの賞金シードは1985年から1997年の13年連続と1999年から2003年の５年連続で入っており（1998年は産休の為、出場5試合）、賞金女王2回。
※大会名は優勝当時

## テレビ出演
- 『塩谷育代のゴルフ魅せます』（テレビ東京）
- 『塩谷育代のベストショット』（テレビ埼玉）